# چارلستون، نویس
چارلستون، نویس (به لاتین: Charlestown) یک شهرک در سنت کیتس و نویس است که در نویس واقع شده‌است.